# لو چو یین
لو چو یین (انگلیسی: Lo Chu-yin؛ زادهٔ ۶ اکتبر ۱۹۶۵) بازیکن فوتبال اهل چین است.
وی همچنین در تیم ملی فوتبال زنان تایوان بازی کرده‌است.